# سیاه‌چاله کر

دو سطح فیزیکی مربوطهٔ یک سیاه‌چاله کر

سیاه‌چاله کر (به انگلیسی: Kerr black hole) یا سیاه‌چاله چرخان (به انگلیسی: Rotating black hole) نوعی سیاهچاله است که دارای تکانه زاویه‌ای است.

## انواع سیاه‌چاله‌ها
چهار نوع سیاه‌چاله شناخته شده وجود دارند
چهار نوع سیاه‌چاله اصلی این‌ها هستند:
|                  | ثابت (J = 0) | چرخان (J ≠ 0) |
| بدون بار (Q = 0) | شوارتزیلد    | کر            |
| باردار (Q ≠ 0)   | ریزنر-استورم | کر نیومن      |

## خواص سیاه‌چاله چرخان
چرخش یک سیاه‌چاله، افق رویداد را به دو دایره متحدالمرکز که در قطب‌ها با هم در تماسند تقسیم می‌کند ناحیه بین این سطوح کارسپهر نام دارد.

## مطالعه بیشتر
- Melia, Fulvio, The Black Hole in the Center of Our Galaxy, Princeton U Press, 2003
- Melia, Fulvio, The Galactic Supermassive Black Hole, Princeton U Press, 2007